# サミューダ・ブラザーズ
サミューダ・ブラザース(Samuda Brothers)は、イギリスにあった工業と造船の会社。ヤコブとジョゼフ・ド・アグイラー・サミューダ(Jacob and Joseph d'Aguilar Samuda)によって設立された。ロンドン・ドッグズ島(Isle of Dogs)のキュビット・タウン(Cubitt Town)にかつてあり、そこは現在サミューダ・エステート（Samuda Estate、estateは所有地や遺産の意味）と呼ばれている。
サミューダ・ブラザースは1843年にブラックウォール(Blackwall)のオーチャード・プレイス(Orchard Place)にあるバウ運河(Bow Creek)の河口で創業した。会社が大きく成長したが他の工場に囲まれていたので、1852年にキュビット・タウンに移転した。ヤコブはジプシー・クイーンの試運転中に死亡し、移転時にはジョゼフによって会社は経営されていた。キュビット・タウンにある造船所は鉄鋼製軍艦と蒸気定期船に特化し、1863年までには他のロンドン地区の造船所の2倍の建造をしていると言われた。ロンドンにあった他の多くの造船所が影響を受けた1866年の財政危機を、ドイツやロシア、日本からの注文で生き残った。

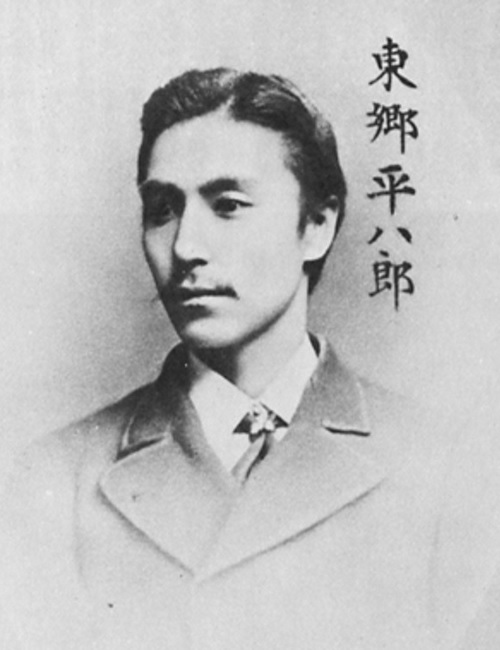
1877年、サミューダでの東郷平八郎

後に著名な日本海軍提督となる東郷平八郎は、ポーツマスの海軍予備校とグリニッジの王立海軍兵学校での訓練の後、1877年にサミューダ・ブラザーズに来て仕事の経験を積んだ。ここで日本に戻るまでの間「扶桑」の工事監督をしている。
1885年にジョゼフが死亡し、業績順調な企業として売却が試みられた。しかし失敗に終わり、1890年代に閉鎖された。ロンドンでの最後の重要な造船業者としてヤーローとテムズ鉄工所が残された。

## 建造艦船
英語のリンクは英語版Wikipediaへのリンク
- SS Carnatic、P&O、1862年
- HMS Tamar、イギリス海軍、1863年
- El Horria、エジプト・ヘディーヴ、1865年
- Bordein、エジプト・ヘディーヴ、ナイル蒸気船 c、1865年[3]
- SMS Kronprinz、ペルシャ海軍、1867年 [4]
- SMS Deutschland、1875年
- 扶桑 、日本海軍、1877年
- HMS Belleisle、イギリス海軍 1876年（元オスマン帝国Bourdjou-Zaffer）
- HMS Orion、イギリス海軍、1879年（元トルコ海軍Peik-i-Sheref）
- アルミランテ・ブラウン、アルゼンチン海軍、1880年[5]
- リアシュエロ、ブラジル海軍、1883年[6]
- HMS Sappho、イギリス海軍、1891年